# John Brown (basket-ball)
Pour les articles homonymes, voir John Brown (homonymie) et Brown.
John Young Brown (né le 14 décembre 1951, à Francfort-sur-le-Main, Allemagne) est un joueur américain de basket-ball de NBA. Évoluant au poste d'ailier, il joua à l'université du Missouri.
Brown fut sélectionné au 10e rang lors de la draft 1973 par les Hawks d'Atlanta et fut nommé dans la NBA All-Rookie Team 1974. Sa dernière saison fut partagée entre les Hawks et le Jazz de l'Utah en 1979-1980.